# 저도어장
저도어장(楮島漁場)은 강원특별자치도 고성군 앞바다 지역으로 북방한계선(NLL)과 1km 떨어진 동해안 최북단에 위치한 어장이다. 4∼11월까지 한시적으로 조업이 가능하고, 북한의 해양생태계를 추정할 수 있는 지리학적으로 중요성이 높은 해역이다. 고성군 선적의 어선에 한해 조업이 허용되고 있다.